# Aradża
Aradża (arab. عراجة) – wieś w Syrii, w muhafazie As-Suwajda. W 2004 roku liczyła 738 mieszkańców.